# طيهوج
الطَّيْهُوج أو الضِرَّيْس أو الخِرْيَس (الاسم العلمي: Tetraoninae) هي مجموعة من الطيور تنتمي إلى رتبة الدجاجيات. وقد تُعد أحيانًا الفصيلة الطيهوجية (Tetraonidae)، على الرغم من أن الاتحاد الأمريكي لعلماء الطيور والعديد من الاتحادات الأخرى تدرج مجموعة الطيهوج على أنها أسرة الطيهوجاوات (Tetraoninae) في الفصيلة التدرجية. ولكنها تعتبر اليوم القبيلة الطيهوجاوية (Tetraonini) ضمن الفصيلة التدرجية.
تسكن طيور القبيلة الطيهوجاوية المناطق المعتدلة والقطبية الشمالية في نصف الأرض الشمالي، من غابات الصنوبر إلى البراري والجبال، من 83 درجة شمالاً (طائر ترمجان الصخر في شمال جرينلاند) إلى 28 درجة شمالاً (دجاج آتتواتر سهوب البراري في تكساس). ومن المفترض أنها قد تطورت في هذه المنطقة.

## الوصف
تشبه طيور الطيهوج بشكل كبير غيرها من الدجاجيات في بنيتها مثل الدجاج. حيث يتراوح طولها من 31 سـم (12 بوصة) إلى 95 سـم (37 بوصة)، ووزنها من 0.3 كـغ (11 أونصة) إلى 6.5 كـغ (14 رطل). ويعد الذكور أكبر حجمًا من الإناث -بمرتين وثقيلة الوزن مثل طائر كابيرسايللي (Capercaillie) (نوع من الديوك)، أكبر أعضاء الفصيلة. وتمتلك طيور الطيهوج فتحات أنفية بها ريش (feather). تغطي أرجلهم بالريش حتى الحوافر، ويوجد أيضًا في الشتاء ريش على الحوافر أو قشرة على الجانبين، كنوع من التكيف مع المشي على الثلج والاختباء به كمأوى له. وعلى عكس الأنواع الأخرى من الدجاجيات، فإن طيور الطيهوج ليس لديها نتوءات.

## التغذية والعادات
تتغذى طيور الطيهوج بشكل أساسي على النباتات-والبراعم، والنغت البحري (catkin)، وأوراق النبات، والغصيّنات-والتي تمثل عادةً ما يزيد عن 95 في المئة من المواد الغذائية للبالغين من حيث الوزن. ومع ذلك، فإن نظامها الغذائي يختلف كثيرًا باختلاف المواسم. وفي الغالب تأكل الطيور المفقوسة حديثًا الحشرات واللافقاريات الأخرى، وبالتدريج تقلل من حصتها من الطعام الحيواني إلى مستويات الطيور البالغة. ويوجد العديد من الأنواع التي تعيش في الغابات تتميز بتناولها لكمياتٍ كبيرة من المخروطيات الإبريّة التي ترفض الأنواع الأخرى من الفقاريات تناولها. ولكي يهضم طائر الطيهوج الطعام النباتي، فهو لديه حوصلات وقوانص، ويتناول الحصى لتفتيت الطعام، كما أنه لديه أمعاء طويلة مع وجود زائدة معوية مطوَرة جيدًا، والتي تقوم فيه البكتيريا التعايشية بهضم الـسليولوز.
وتحتشد الأنواع التي تعيش في الغابة في فصلي الخريف والشتاء، على الرغم من أن الأفراد يحتملون بعضهم البعض عندما يجتمعون. وتعد الأنواع الموجودة في سهوب البراري أكثر اجتماعية، أما الأنواع الموجودة في التندرا (ترمجان، ترمجان) (جنس من الطيور تقع في فصيلة طيور الطيهوج) هي الأكثر اجتماعية على الإطلاق، مكونة أسرابًا يصل عددها إلى مئة سرب في فصل الشتاء. وتقضي جميع طيور الطيهوج وقتها على الأرض، ومع ذلك فإنها عندما تشعر بالخطر، تطير باضطراب وتذهب في أي رحلة طيران طويلة.
وتبقى معظم الأنواع في مجال تكاثرها طوال العام، لكنها تقوم ببعض الحركات الموسمية القصيرة، كما أن العديد من طيور طائر الترمجان وطيور ترمجان الصفصاف تهاجر لمئات الكيلومترات.

## التكاثر
يعد الذكور من طيور الطيهوج متعددي الزوجات، وذلك في جميع الأنواع فيما عدا نوع واحد (ترمجان الصفصاف). والعديد من الأنواع لديها علامة إظهار ملاطفة وقت الفجر والغسق، التي يتم إعطاؤها في بعض المتزاوجين. تكون علامات الإظهار في الذكور عُرف ذات ألوان زاهية، وفي بعض الأنواع تكون عبارة عن حويصلات قابلة للتضخم في جانب الرقبة. ويقوم الذكور بإظهار الريش وإطلاق الصوت الذي يختلف على نطاق واسع بين الأنواع وقد تستخدمها في القيام بأنشطة أخرى مثل نقر أجنحتها ورفرفتها أو هز ذيلها، وجعل علامات الإظهار لديها تطير. وأحيانًا يتعارك الذكور.
ويكون العش في مكان منخفض ضحل على سطح الأرض، ومُغطى غالبًا، مع وجود بطانة ضئيلة من المواد النباتية. وتضع الأنثى حفنةً واحدة من البيض، ولكنها قد تستبدلها بأخرى إذا فقدت البيض. وتبدأ الأنثى في وضع البيض بعد أسبوع من التزاوج وتبيض بيضة واحدة كل يوم أو كل يومين، وتتكون الحفنة من خمس إلى اثنا عشر بيضة. ويأخذ البيض شكل بيض الدجاج، ويكون لونه أصفر باهت ومنقط قليلاً باللون البني. وبوضع البيضة الثانية الأخيرة أو البيضة الأخيرة، تبدأ الأنثى فترة حضن البيض التي تبلغ من واحد وعشرين إلى ثمانٍ وعشرين يومًا. وتُفقس الكتاكيت بريش كثيف أصفر-بني، وتغادر العش في الحال. وينمو الريش تدريجيًا في وقت قريب، وتتمكن الكتاكيت من الطيران قليلاً قبل أن تبلغ أسبوعها الثاني. تبقى الإناث (والذكور في نوع طيهوج الصفصاف) مع الكتاكيت وتحميها حتى يمر عليها فصل الخريف الأول بالنسبة لها، وبحلول هذا الوقت تبلغ الكتاكيت وزن النضج (ماعدا الذكر من نوع الكابيركايليز (capercaillies). وتكون ناضجة جنسيًا في فصل الربيع التالي، ولكنها غالبًا لا تتزاوج حتى السنوات اللاحقة.

## التعداد
تشكل طيور الطيهوج جزءًا مهمًا من الكتلة الحيوية الفقارية في القطب الشمالي والشبه القطبي. وتتراجع أعدادها بشكل حاد في سنوات بسبب سوء الطقس أو بسبب ارتفاع أعداد الحيوانات المفترسة -ويعتبر التعداد الكبير لطيور الطيهوج غذاءً رئيسيًا لـ الأوشاق، والثعالب، والدلق، والطيور الجارحة. ومع ذلك، وبسبب حركتها الواسعة، فإنها تستطيع أن تستعيد عافيتها بسرعة.
ولقد حافظت الأنواع الثلاثة الموجودة في التندرا على أعدادها السابقة. ولقد تراجعت الأنواع في سهوب البراري والغابات بشكلٍ كبير بسبب فقد موطنها، ومع ذلك فإن أنواع الطيور الطريدة الشائعة مثل الطيهوج الأحمر والطيهوج ذو الطوق الريشي قد استفادت من إدارة البيئات الطبيعية. وقد أدرج الاتحاد العالمي للحفاظ على الطبيعة معظم أنواع طيور الطيهوج باعتبارها «أقل أهمية» أو «شبه مهددة»، ولكن دجاج البراري العظيم ودجاج البراري الصغير يتم تسجيله بوصفه «سهل مهاجمته»، أما طائر طيهوج جونيسون فيتم إدراجه باعتباره «مهدد بالانقراض». وتعد معظم الأنواع الفرعية مثل دجاج آتتواتر سهوب البراري وكانتابريان كابيركايلي (Cantabrian Capercaillie) (نوع فرعي من طائر الطيهوج)، وبعض الأعداد الوطنية والإقليمية أيضًا في خطر .

## في الحضارة
تعد طيور الطيهوج من الطرائد، ويقتل الصيادون الملايين منها كل عام من أجل الغذاء، والرياضة، واستخدامات أخرى. كما يعتبر ريش ذيل ذكر الطيهوج الأسود من زينة القبعات في مناطق مثل اسكتلندا والألب. كما تقوم الرقصات الفلكلورية من الألب إلى سهوب أمريكا الشمالية بتقليد علامات إظهار الذكور المتزاوجة (lekking).

## الأجناس
- طيهوج مطوق
- ذو الجناح المنجلي
- ذو القرن المركزي
- طيهوج أزرق
- ترمجان
- ديك الخلنج
- طيهوج (جنس)
- خرط